# Charles Meunier
Charles Meunier (Gilly, 18 de junio de 1903 - Montignies-sur-Sambre, 18 de junio de 1971) fue un ciclista belga que fue profesional entre 1926 y 1933.
Durante su carrera deportiva consiguió la victoria en la París-Roubaix de 1929.

## Palmarés
1929
- París-Roubaix

## Resultados en las grandes vueltas
| Carrera         | 1926 | 1927 | 1928 | 1929 | 1930 | 1931 | 1932 | 1933 |
| --------------- | ---- | ---- | ---- | ---- | ---- | ---- | ---- | ---- |
| Giro de Italia  | -    | -    | -    | -    | -    | -    | -    | -    |
| Tour de Francia | -    | -    | Ab.  | -    | -    | -    | -    | -    |
| Vuelta a España | -    | -    | -    | -    | -    | -    | -    | -    |
| Mundial en Ruta | -    | -    | -    | -    | -    | -    | -    | -    |